# マゼッパ (オペラ)
『マゼッパ』（ロシア語: Мазепа）は、ピョートル・チャイコフスキーが作曲した、全3幕（6場）から成るオペラ。

## 概要
作曲は1881年6月から1883年4月にかけて行われた。
リブレット（台本）は、アレクサンドル・プーシキンの物語詩『ポルタヴァ』を基に、ヴィクトル・ブレーニンが執筆した。
当作品は狂気の愛、融解、政治的迫害、処刑、報復殺人を扱った残忍な筋立てとなっている。舞台は18世紀初頭のウクライナ、主要な登場人物はウクライナ・コサックのヘーチマンであるイヴァン・マゼーパ（1640年頃 – 1709年）と、非常に裕福なウクライナの貴族で政治家のヴァシル・コチュベイ（1640年頃–1708年）である。
初演は1884年2月15日にモスクワで行われ、その4日後の同年2月19日にはサンクトペテルブルクでも当地初演を実現させている。
演奏時間は、全曲通しで3時間弱（約2時間57分）となっている《このうち序曲は約6分》。

## 作曲の経緯
先記の通り、リブレット（台本）はアレクサンドル・プーシキンが著した物語詩『ポルタヴァ』が基となっている。プーシキンはロシア皇帝ピョートル1世がスウェーデン王カール12世を破ったポルタヴァの戦いを取材している。そして、力強い登場人物と壮大な情熱を生み出すため、プーシキンはある程度自由に創作を行っている。例えばコチュベイの娘マリヤがマゼッパと駆け落ちしたことになっているが、現実にはコチュベイはどうにかマゼッパから娘を守りきることに成功している。コチュベイはマゼッパからの求婚から4年後に彼を皇帝へと突き出したのであった。
チャイコフスキーははじめ、1881年の夏に出版者に対してこの『ポルタヴァ』を基にしたオペラの構想を伝えていた。それから間もなくして彼は悲劇的な愛と政治的裏切りを描いたこの『ポルタヴァ』に取りつかれ、たちまちのうちに幻想序曲『ロメオとジュリエット』の素材を用いて4つの楽曲を書き上げて二重唱を1曲下書きしている。
『ポルタヴァ』を基に当作品の台本を作成したブレーニンはプーシキンの詩に忠実で、台本にこの原作からの引用を多数散りばめたが、チャイコフスキーは彼の仕事にあまり満足していなかった。「登場人物に特別熱中すべきところがない」と感じたチャイコフスキーは自らの手で大きな変更に取り掛かり、プーシキンの詩文をさらに加えるなどした。ヴァシリー・カンダウロフが第2幕第2場のマゼッパのアリアの歌詞に力を貸している。
台本は幾度も繰り返し修正を施され、それは作品の初演後になっても続いた。オペラの中心に据えた恋物語に一番の焦点を当てることにしたチャイコフスキーは、恋に悩む青年アンドレイという人物を追加した。美しいマリヤに対する彼の報われない恋が、彼女の悲劇的な運命を痛ましいものとするのである。『マゼッパ』という作品には『エフゲニー・オネーギン』と多くの共通点がある。両作品が中軸に据えるのは若い女性であり、その人物の強い愛が彼女を破滅的な負の連鎖に陥れてしまう。
1883年には、作曲者の手によりピアノ伴奏への編曲が行われている。

## 演奏史

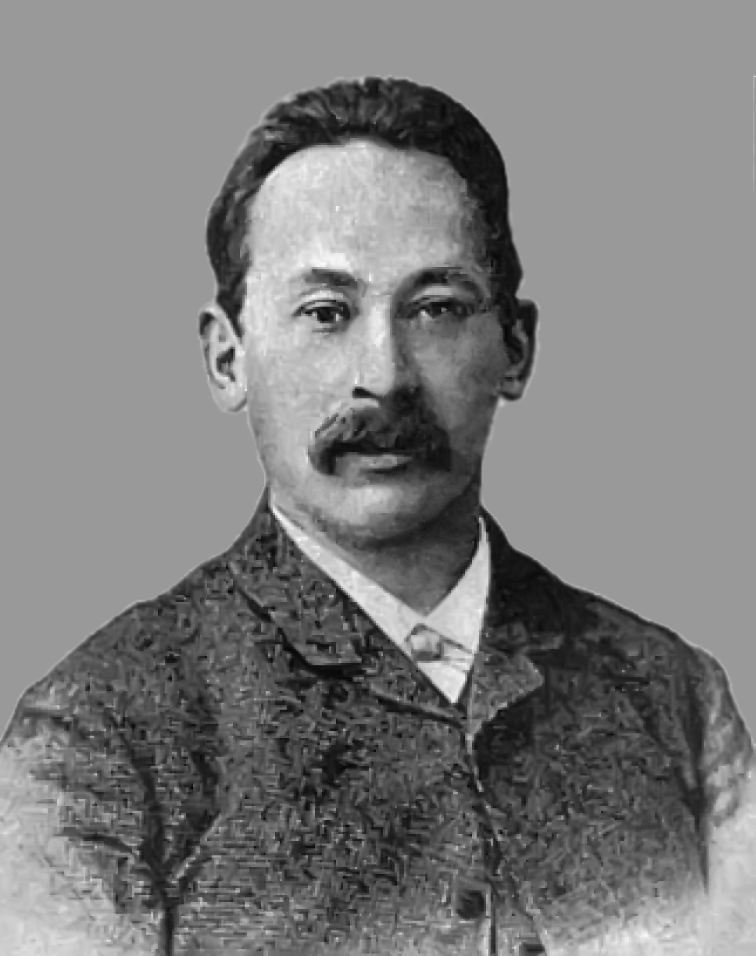
イッポリート・アルターニ《1887年撮影》

初演は1884年2月15日（ユリウス暦 2月3日）にモスクワのボリショイ劇場にて行われた。指揮はイッポリート・アルターニ、舞台監督はアントン・バルツァル、舞台美術はマトヴェイ・シシュコフとミハイル・ボチャロフ、バレエマスターはレフ・ワノフであった。4日後の2月19日（ユリウス暦2月7日）にはマリインスキー劇場におけるサンクトペテルブルク初演がエドゥアルド・ナープラヴニークの指揮で行われている。
どちらの公演回も、舞台が華やかだったにもかかわらず、出演者の歌唱と演技の技能が不揃いだったために台無しとなった。しかし聴衆の反応は温かく、少なくともモスクワでは批評にも優しさがあった。
チャイコフスキーの弟であるモデストはサンクトペテルブルクで作品が酷評されたことを隠していた。そのことを知ったチャイコフスキーは弟に感謝してこう書き送った。「よくやってくれた、その事実は私を殺していたかもしれない。」

## 配役
| 人物名                                                                                       | 声域         | 初演 1884年2月15日（ユリウス暦 2月3日） （指揮：イッポリート・アルターニ） |
| -------------------------------------------------------------------------------------------- | ------------ | -------------------------------------------------------------------------- |
| マゼッパ 「ヘトマン（軍司令官）」                                                            | バリトン     | ボゴミール・コルソフ                                                       |
| コチュベイ                                                                                   | バリトン     | パヴェル・ボリソフ                                                         |
| リュボフ 「コチュベイの妻」                                                                  | メゾソプラノ | アレクサンドラ・クルティコヴァ                                             |
| マリヤ 「コチュベイとリュボフの娘」                                                          | ソプラノ     | エミリヤ・パヴロフスカヤ                                                   |
| アンドレイ                                                                                   | テノール     | ドミトリー・ウサトフ                                                       |
| オルリク 「子分」                                                                            | バス         | オットー・フューラー                                                       |
| イスクラ 「コチュベイの友人」                                                                | テノール     | P.グリゴリエフ                                                             |
| 酔っぱらいのコサック                                                                         | テノール     | アレクサンドル・ドドノフ                                                   |
| 合唱、歌唱なし：コサックたち、女たち、客人たち、コチュベイの使用人たち、修道士たち、子分たち |              |                                                                            |

## 楽器編成
ピッコロ、フルート3、オーボエ2、コーラングレ、クラリネット2（B♭とA）、ファゴット2、ホルン4、トランペット2、トロンボーン3、テューバ、ティンパニ、トライアングル、タンブリン、スネアドラム、シンバル、大太鼓、ハープ、弦五部。

## あらすじ
- 時代：18世紀のはじめ
- 場所：ウクライナ
- 序曲：マゼッパの騎乗

### 第1幕
第1場： ドニエプル川河畔に建つコチュベイの邸宅
小作人の少女の一団が船で川を渡っており、歌いながら花の冠を作って川へ投げ込み未来の夫を当てるという占い遊びに興じている。マリヤが到着すると彼女も加わるように皆が一生懸命に誘うが、自宅にヘトマンのマゼッパを待たせていたためマリヤは彼女らとその場にいることはできない。彼女らが去ると、マリヤはその遊びにはもはや心を魅かれないことを明かす。なぜなら彼女はマゼッパに恋をしているからである。幼馴染であるアンドレイが彼女の声をふと耳にし、彼女を慰めようとする。マリヤがアンドレイの温かい友情に感謝すると、彼はずっとマリヤのことが好きだったと打ち明ける。彼女はこれが違っていてくれたら、自分も彼を愛することができたならばと願うが、運命はそれを許さなかった。アンドレイは絶望で飛び出していってしまう。マリヤの両親、ヴァシリーとリュボフ・コチュベイが客人とともに到着し、マゼッパのための余興としてホパークなどの踊りや歌が披露される。
その後、マゼッパはコチュベイを脇へ引き寄せ、娘を自分にくれるよう求める。当初、コチュベイは彼がからかっていると考えた - マゼッパは何といっても非常な高齢であったのだ。マゼッパは、老いた心の情熱に一度火が灯れば、明るく燃えはするがすぐに消えてしまう若い心とは違っている - 永遠にくすぶり続けるのだと主張する。しかし、コチュベイはマゼッパがマリヤの代父であり、ロシア正教会では血のつながった親子よりも近い関係だとされているではないかと指摘する。マゼッパは教会には容易に例外の適用を申請できるのだと応じる。コチュベイはマゼッパに立ち去るよう命じる。マゼッパは自分が既にマリヤに求婚して受け入れられており、マリヤに気に入られる術を心得ているというようなことを仄めかす。それでもコチュベイが拒絶するとマゼッパは自らの衛兵を呼び入れる。マゼッパは降伏を要求するが、全員が彼の不道徳な要求を罵って彼に向って立ち上がる。まさに一触即発の事態となった時、マリヤが双方の間に身を投げ入れる。マゼッパは立ち去りつつ、マリヤに対して自宅に留まって二度と自分と会えなくなるのがいいか、自分と来るのがいいか決断するよう呼びかける。彼女はマゼッパを選び、皆が驚くと同時に嘆くのであった。
第2場： コチュベイの邸宅内のある部屋
リュボフがマリヤを失ったことを悲しんでおり、女中らが彼女を慰めようとするがうまくいかない。女中らに席を外させたリュボフはコチュベイをけしかけ、コサックを奮起させて戦争を仕掛けてマゼッパを攻撃させようとする - しかし彼にはもっと良い案があった。2人にまだ親交があった頃、マゼッパはスウェーデンと結んでウクライナをピョートル大帝の支配から解放するために闘う作戦についてそれとなく口にしていた。コチュベイの友人であるイスクラはその案に大賛成であるが、彼らには伝令役が必要である。マリヤを失って自分の人生が終わったと感じていたアンドレイが作戦の伝達を請け負う。皆がマゼッパを呪い、彼を処刑したいと考えているのである。

### 第2幕
第1場： 夜、マゼッパの居城の地下牢
計画はうまく運んでいなかった。ピョートル大帝はマゼッパに味方してコチュベイを彼に引き渡し、コチュベイが認めると忠実な使用人を悪逆非道な者の手に送ってしまう。拷問によりコチュベイは嘘の告白をしてしまっていた。神に誓って正しくあろうとしたコチュベイは、自分の最後の告白を聞きに神父が現れる音を聴いたように思った - しかし、それはマゼッパの子分で拷問人のオルリクだったのである。コチュベイは彼にこれ以上何を望めるのかと尋ねる - コチュベイは拷問中に尋ねられたことの全てに応じていたのである。しかし、隠された財宝の在り処を明らかにしていなかった。彼は全てを明かしてくれるマリヤを行かせるように、そして処刑の前に祈らせてもらえるように頼む。彼は既に全ての宝を失っている - 彼の名誉は拷問によって引き出された嘘の告白に消え、マリヤの名誉はマゼッパの手に落ち、今あるのは死後に神が仇討してくれる望みだけである。これでもオルリクには十分でなかった - 拷問が再開する。
第2場： 同じ夜、マゼッパの城のテラス
マゼッパは自分がコチュベイにしたことを知った時、マリヤに恐ろしい衝撃が降りかかるであろうことについて思いを巡らせていた - 彼は権力を固めるために強くあらねばならなかった。しかし、マリヤはどうか。オルリクが現れる。コチュベイはまだ財宝について何も明らかにしていない。処刑は夜明けと定められ、オルリクはすべきことを再開するため捌けていく。マゼッパはマリヤと夜について考える。
マリヤが現れてマゼッパにじゃれつくが、彼女の心は暗くなっていく。なぜ彼は最近自分から離れて長い時間を過ごすのか。なぜ彼はこの前の夜ポルタヴァに祝杯をあげていたのか。自分は誰なのか。彼に全てを捧げてしまった今、もし彼に拒絶されたらどうなるのか。マゼッパが彼女を慰めようとし、最初こそ手こずるがなんとか上手くなだめる。彼はウクライナから独立し、自らが王に、マリヤが王妃になるという計画を打ち明ける。マリヤは彼には王冠がとても似合うだろうと考える。次いで彼は彼女の父について彼女を試しはじめる。夫と家族のどちらを好むのか。マリヤは彼に全てを捧げる、否、既に捧げていると口にする。マゼッパは安心して立ち去る。
リュボフが到着し、コチュベイを救うためにマゼッパの元へ行って欲しい、彼を救えるのはあなただけだと嘆願する。このことを何も知らないマリヤが事態を飲み込むまでに少々時間を要するが、ついに事実を了解して恐ろしさのあまり気を失う。リュボフは彼女の身体を揺すって起そうとする。行列は既に過ぎ去っていこうとしている。2人はマゼッパにコチュベイの命乞いをするため逃げ出す。
第3場： 町の防壁の傍
町の貧しい者たちが処刑を見に集まっている。コチュベイに向けられる恐れと気づかい、そしてマゼッパに向けられる嫌悪は陽気でかわいらしい民謡を歌う酔ったコサックにより遮られる。マゼッパとオルリクが到着し、囚人として引きずられてきたコチュベイとイスクラが神に許しを祈る。2人は晒し台まで引きずられ、観衆が取り囲む中で斧が振り上げられる。マリヤとリュボフが登場、斧が振り下ろされる様を目の当たりにする。リュボフがマリヤをはねつけるが、彼女は涙に崩れる。合唱の恐ろしい和音が舞台に響き、幕となる。

### 第3幕
間奏曲： ポルタヴァの戦い、ピョートル大帝がマゼッパとカール12世を打ち破る
（設定場面）戦場の近く、廃墟となったコチュベイの邸宅
アンドレイはポルタヴァの戦いに出兵していたが、マゼッパを見つけ出すことはできなかった。彼は幸せだった頃を思い出しながら廃墟となった邸宅の周りをあてもなく歩いている。馬に乗った一行が近づき、彼は身をひそめる。
マゼッパとオルリクは戦いから逃げ出し、マゼッパはかつて強大な力を誇った自分がある時全てを失って今に至るのだという想いに耽る。彼はオルリクをキャンプ設営に送り出す。アンドレイが飛び出して刀剣でマゼッパに挑みかかるが、マゼッパは自分は武器を持っていると警告する。アンドレイがマゼッパに向けて構えた刀を振った時、マゼッパが彼にめがけて発砲する。
マリヤが到着するも、完全に取り乱している。彼女はマゼッパが誰かわからず、父のいたずらは母が自分に仕向けたただの冗談であると思い込んでいる。しかし彼女は至る所に血痕を認める。マゼッパが彼女を落ち着かせようとし、マリヤは静まりかけたかと思えば彼にうわ言を口走り、続けて彼の顔に血の跡を認める。すると彼女は謝りながら別の誰かだと思っていたと述べる。しかしマリヤが知るマゼッパは白髪だったはずであり、目の前の彼は血まみれである。オルリクが戻ってきて軍隊がこちらへ向かっていると知らせる。マゼッパはマリヤを連れて行こうとするが、オルリクは足手まといになると指摘する。気のふれた女性と自分の頭のどちらが大事なのかというオルリクの忠言に従い、マゼッパはしぶしぶマリヤを残して立ち去る。
マリヤはアンドレイと、彼の身体を覆う血に気付く。血だらけになった周囲の様子を見て泣き出した彼女は、処刑の「夢」のことを思い出す。まだ息絶えていなかったアンドレイが身体を動かすと、マリヤは彼を幼い子どもであると勘違いする。彼はマリヤに最後に顔を見たいからこちらを向いて欲しいと請うが、自分の世界に入っている彼女は彼に子守歌を歌うばかりで、何が起こっているのか、彼が誰なのかも分かっていない。そうこうするうちにアンドレイは彼女に最後の別れを告げて事切れる。マリヤはその亡骸を穏やかに揺すり、遠くを見つめながら子守歌を歌って幕が下りる。

## 作品構成（楽曲）
序曲

### 第1幕
第1場
No.1 使用人たちの合唱と情景 Я завью венок мой душистый
No.2 情景、マリヤのアリオーソと二重唱 Вам любы песни, милые подружки
No.3 情景 Ну, чествуешь, Василий, ты меня
No.4 合唱と舞踏 Нету, нету тут мосточка, нету переходу
No.4a ホパーク
No.5 情景とマゼッパのアリオーソ Вот хорошо, люблю...
No.6 口論の場面 Мазепа, ты меня смущаешь речью
第2場
No.7 合唱と母の嘆き Не гроза небеса кроет тучею
No.8 フィナーレ Очнись от горя, Кочубей!

### 第2幕
第1場
No.9 牢獄の場面 Так вот награда за донос
第2場
No.10 マゼッパのモノローグとオルリクとの場面 Тиха украинская ночь
No.10a マゼッパのアリオーソ О Мария, Мария!
No.11 マゼッパとマリヤの場面 Мой милый друг!
No.12 マリヤと母の間の場面 Как блещут звёзды в небе
第3場
No.13 群衆の場面と酔ったコサックの歌 Скоро ли? Везут аль нет?... Молодушка, молода
No.14 フィナーレ Ой, гой, чумандра, чумандриха молода!

### 第3幕
No.15 間奏曲 「ポルタヴァの戦い」
設定場面下
No.16 情景とアンドレイのアリア В бою кровавом, на поле чести
No.17 情景と二重唱 Невдалеке я слышу топот
No.18 マリヤの狂気のはじまり Несчастный! видит Бог, я не хотел твоей погибели
No.19 フィナーレ Ушёл старик, как сердце бьётся